# اسپیره ۱۰۹۱
سیارک ۱۰۹۱ (به انگلیسی: 1091 Spiraea، نامگذاری:1928DT) هزار و نود و یکمین سیارک کشف شده‌است که در ۲۶ فوریه ۱۹۲۸ و در هایدلبرگ کشف شد.
قدر مطلق سیارک برابر ۱۰٫۶۰ است.